# Орден Пехлеви
Орден Пехлеви — высшая государственная награда Ирана периода правления династии Пехлеви.

## История
Орден Пехлеви был учреждён в 1926 году шахиншахом Ирана Резой Пехлеви как высшая награда государства. Предназначался для вручения монархам, принцам королевской крови, главам иностранных государств.
Изображение знака ордена на цепи было помещено в большом государственном гербе.
После учреждения знаки ордена претерпели незначительные изменения. Известно два варианта знака.
После Иранской революции 1979 года наряду с другими монархическими наградами орден Пехлеви был упразднён. В настоящее время орден сохраняется как династическая награда Пехлеви.

## Степени
Орден Пехлеви имел две степени:
- Знак на орденской цепи с нагрудной звездой
- Знак на чрезплечной ленте с нагрудной звездой

## Описание

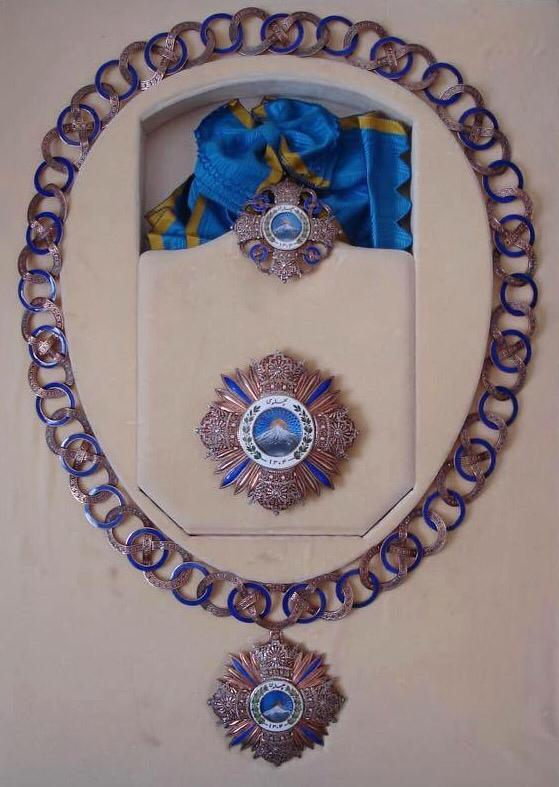
Инсигнии ордена Пехлеви

Звезда ордена золотая, содержит изображение горной вершины Дамаванд с восходящим солнцем над ней в круглом медальоне с белой каймой, на которой по бокам расположены две лавровые ветви зелёной эмали, между ними вверху надпись на арабском языке «Пехлеви», внизу — год воцарения основателя династии Пехлеви по мусульманскому календарю «1304» (то есть 1925/26 год). По четырём сторонам от медальона располагается корона Пехлеви, образуя крест. Между коронами по пять золотых лучей, средний из которых покрыт синей эмалью.
Знак ордена аналогичен звезде и крепится к орденской цепи, состоящей из золотых звеньев в виде восьмёрки и покрытых синей эмалью колец.
Знак ордена на ленте отличается от знака на цепи отсутствием лучей между коронами, заменённых элементами орденской цепи: видимыми половинками восьмёрок, переплетёнными с кольцом, покрытым синей эмалью.
 Лента ордена тёмно-синего цвета с золотыми полосками по краям.